# Comuna de Muszyna
Muszyna (polaco: Gmina Muszyna) é uma gminy (comuna) na Polónia, na voivodia de Pequena Polónia e no condado de Nowosądecki.
De acordo com os censos de 2004, a comuna tem 11 149 habitantes, com uma densidade 78,5 hab/km².

## Área
Estende-se por uma área de 141,99 km².

## Subdivisões
- Andrzejówka, Dubne, Jastrzębik, Leluchów, Milik, Powroźnik, Szczawnik, Wojkowa, Złockie, Żegiestów oraz miasto Muszyna.